# Heteromastides bifidus
Heteromastides bifidus är en ringmaskart som beskrevs av Augener 1914. Heteromastides bifidus ingår i släktet Heteromastides och familjen Capitellidae. Inga underarter finns listade i Catalogue of Life.